# عسجدی
عبدالعزیز پسر منصور مشهور به عَسجَدی مروزی شاعر ایرانی است که در اواخر سدهٔ چهارم و اوایل سدهٔ پنجم هجری می‌زیست. وی از شاعران دربار سلطان محمود غزنوی بود. گمان می‌رود که وی پس از مرگ سلطان محمود در دربار پسر وی سلطان مسعود غزنوی و همچنین پس از وی در دربار سلطان مودود غزنوی پسر سلطان مسعود نیز شاعری می‌کرده است. وی در اشعار خود آنان را مدح کرده است. عسجدی از شاعرانی است که در فتح سومنات به دست سلطان محمود، قصیده‌ای در تهنیت ساخته که آن قصیده در کتاب‌های تراجم ضبط شده و مشهور است. سال وفاتش را ۴۳۲ ق ذکر کرده‌اند. از اشعار او جز چند قصیده و مقداری اشعار پراکنده چیزی باقی نمانده است.

## اثرها
عسجدی در گشودن سومنات به دست محمود، قصیده‌ای برای او سروده است که با این بیت آغاز می‌شود:
| تا شاه خسروان سفر سومنات کرد |  | کردار خویش را علم معجزات کرد |